# چارلی و آسانسور بزرگ شیشه‌ای
چارلی و آسانسور بزرگ شیشه ای یک کتاب کودکان انگلیسی است به نویسندگی رولد دال. این داستان ادامه قسمت قبل یعنی چارلی و کارخانه شکلات سازی است، در ادامه داستان چارلی باکت و ویلی ونکا شکلات ساز در یک آسانسور بزرگ شیشه ای سفر می‌کنند. این کتاب در در ایالات متحده توسط انتشارات آلفرد ای کناف در سال ۱۹۷۲ منتشر شد و در انگلستان توسط انتشارات جورج آلن و یووین در سال ۱۹۷۳ منتشر شد.
دال شروع به نوشتن کتاب سوم از این مجموعه با عنوان چارلی در کاخ سفید کرد اما کامل نشد

## داستان
در کتاب قبلی چارلی و آقای ویلی وانکا برای رساندن خانواده اش به کارخانه اش ببرد ولی مادربزرگ جورجینا با پرت کردن حواس آقای وانکا باعث می‌شود آنها به فضا برود و به هتل فضایی آمریکا برخورد کنند آنها به هتل فضایی می‌روند آقای وانکا مجبور می‌شود به رئیس‌جمهور بگوید مریخی هستند. در هتل فضایی با موجوداتی به نام کرمسانان برخورد می‌کنند که قصد دارند همه را بکشند اما چارلی و خانواده اش نمی‌گذارند این اتفاق بیفتد و کرمسانان را نابود می‌کنند، آنها به زمین برمیگردند و آقای وانکا سالخوردگان دارویی می‌دهد که می‌توانند سن آنهارا کم کند و آنها بچه می‌شوند ولی جورجینا نیست زیرا به دنیای منهاها رفته‌است و جوریجنا با کمک چارلی و وانکا به دنیای واقعی برمیگردند اما سن او زیاد از آب درمی آید و ونکا اومپا لومپاها جورجینا و بقیه افراد سالخورده به سن واقعی خود برمیگردند درنهایت رئیسجمهور گیلیگرس برای آنها دعوت نامه ای نوشته و آنهارا به دلیل نجات از کرمسانان به کاخ سفید دعوت می‌کند

## دنباله
رولد دال قرار بود دنبالهٔ این کتاب به نام چارلی در کاخ سفید را بنویسد اما به دلیل مرگش تمام نشد فصل ۱ این کتاب در موزه رولددال و مرکز قصه‌ها در گریت میسیندن برروی صفحه نمایش نشان داده می‌شود.

## نسخه
- شابک ‎۰-۳۹۴-۸۲۴۷۲-۵ (گالینگور، ۱۹۷۲)
- شابک ‎۰−۳۹۴−۹۲۴۷۲-X (کتابخانه نفر ۱۹۷۲)
- شابک ‎۰-۰۴-۸۲۳۱۰۶-۱ (تخته، کتاب، ۱۹۷۳)
- شابک ‎۰-۱۴-۰۳۰۷۵۵-۹ (شومیز ۱۹۷۵)
- شابک ‎۰-۱۴-۰۳۲۰۴۳-۱ (شومیز سال ۱۹۸۶ نشان داده شده توسط مایکل فورمن)
- شابک ‎۰−۱۴−۰۳۲۸۷۰-X (شومیز، ۱۹۸۸)
- شابک ‎۰−۶۷۰−۸۵۲۴۹-X (گالینگور، ۱۹۹۵)
- شابک ‎۰-۱۴-۰۳۷۱۵۵-۹ (شومیز ۱۹۹۵)
- شابک ‎۰-۱۴-۰۳۸۵۳۳-۹ (شومیز، ۱۹۹۷)
- شابک ‎۰-۳۷۵-۹۱۵۲۵-۷ (کتابخانه اتصال، ۲۰۰۱)
- شابک ‎۰-۱۴-۱۳۱۱۴۳-۶ (شومیز، ۲۰۰۱)
- شابک ‎۰-۳۷۵-۸۱۵۲۵-۲ (گالینگور، ۲۰۰۱)
- شابک ‎۰-۱۴-۲۴۰۴۱۲-۸ (شومیز، ۲۰۰۵)
- شابک ‎۰-۱۴۱-۸۰۷۸۰-۶ (سی دی‌های صوتی به عنوان خوانده شده توسط Eric Idle)